# Sunny Obayan
Stephen Sunday Obayan (* 17. September 1988 in Lagos, Nigeria), besser bekannt unter seinen Künstlernamen Sunny oder Sunny Obayan, ist ein nigerianisch-spanischer Fußballspieler.

## Karriere
In seiner Heimat Nigeria spielte Sunday in diversen Vereinen, ehe er 2003 mit seinem Klub FC Ebedei an zwei Jugendturnieren in Schweden und Spanien teilnahm. Das letzte der beiden fand in Madrid statt und er konnte dort so überzeugen, dass ihn Polideportivo Ejido unter Vertrag nahm. Bereits 2005 unterzeichnete „Sunny“ seinen ersten Profivertrag beim Zweitligisten. Er wurde auf Anhieb Stammspieler und spielte insgesamt 55 Partien für seinen Klub. Durch seine gute Leistungen wurden einige europäische Spitzenteams interessiert und ließen Sunday beobachten. Unter anderem wollten ihn der FC Liverpool, Real Madrid, Deportivo La Coruña, der FC Valencia, Real Betis und die SSC Neapel verpflichten. Er entschied sich im Sommer 2007 für den FC Valencia. Dort kam er jedoch nicht über die Reservistenrolle hinaus und wurde schließlich verliehen, in der Saison 2008/09 an den CA Osasuna sowie in der nächsten Spielzeit an Betis Sevilla. Auch an diesen beiden Stationen kam er nur sporadisch zu Einsätzen.
Ein weiteres Jahr später, in der Rückrunde der Saison 2010/11, wurde er bis zum Saisonende an den Zweitligisten CD Numancia ausgeliehen. Dort spielte er  in der Stammformation und wurde schließlich im Sommer 2011 mit einem dauerhaften Vertrag ausgestattet.
Nachdem er 2013 für sechs Monate beim FC Bnei Sachnin war, wechselte er Anfang 2014 zum ZSKA Sofia, wo er einen Vertrag bis Juni 2016 unterschrieb.
Im Sommer 2015 wechselte er in die türkische TFF 1. Lig zu Alanyaspor. Bereits nach einer halben Saison verließ er diesen Verein Richtung Real Salt Lake. Dort blieb er drei Jahre, wovon er in den ersten beiden auch dreimal bei dessen Reserveteam, den Real Monarchs, eingesetzt wurde. Die Saison 2019/20 verbrachte er dann beim Paphos FC auf Zypern. Seitdem ist der Mittelfeldspieler ohne neuen Verein.

### Nationalmannschaft
Obwohl Sunday gebürtiger Nigerianer ist, entschied er sich für die spanische Nationalmannschaft aufzulaufen. Dort kam er bisher nur in den Jugendteams zum Einsatz. Mit der U-20 nahm er an der U-20 Weltmeisterschaft 2007 in Kanada teil.
Den FIFA-Statuten entsprechend konnte er sich bei der Wahl der A-Nationalmannschaft neu entscheiden. Da er in der spanischen Mannschaft keine Aussichten auf eine Nominierung hatte, entschloss er sich für sein Heimatland zu spielen. Seinen ersten Einsatz hatte er 2010 bei der Qualifikation zur Afrikameisterschaft gegen Guinea.

## Erfolge
- Spanischer Pokal: 2008 mit dem FC Valencia